# Оуэн, Майкл
Майкл Джеймс О́уэн (англ. Michael James Owen; родился 14 декабря 1979 года в Честере, Англия) — английский футболист. Играл на позиции нападающего. Ранее выступал за «Ливерпуль», «Реал Мадрид», «Ньюкасл Юнайтед» и «Манчестер Юнайтед». В 2001 году признавался лучшим футболистом года в Европе. В сборной Англии дебютировал в возрасте 18 лет и 59 дней. Занимает шестое место в списке бомбардиров команды с результатом в 40 голов.

## Клубная карьера

### Ливерпуль
Сезон 1997—1998
В декабре 1996 года в возрасте 17 лет подписал свой первый профессиональный контракт с «Ливерпулем». Ранее, в том же году успешно выступал за юношескую команду этого мерсисайдского клуба, выиграв с ним Кубок Англии среди юниоров. Уже тогда на Туманном Альбионе Майкл считался одним из самых перспективных юных футболистов Англии. Ливерпульский дебют, состоявшийся 6 мая 1997 года, оказался результативным. В своём первом же матче Премьер-лиги против «Уимблдона», проигранного ливерпульцами 1:2, Майкл открыл счёт своим голам в Англии и был признан лучшим игроком матча, а также стал самым молодым игроком «Ливерпуля», забивавшим в АПЛ. В следующем сезоне, Оуэн забил и свой первый гол в еврокубках. Случилось это в рамках Кубка УЕФА 16 сентября 1997 года против шотландского «Селтика». В том же сезоне Оуэн оформил свой первый хет-трик 18 ноября, в матче за Кубок английской лиги, молодой нападающий трижды поразил ворота «Гримсби Таун». В том же году получил приглашение в сборную Англии. Дебют получился неудачным для Оуэна, англичане проиграли матч со счётом 2:0, но сам Майкл стал самым молодым футболистом столетия в сборной. Первый хет-трик в чемпионате Англии состоялся 14 февраля 1998 года, забив три гола в ворота «Шеффилд Уэнсдей». В апреле 1998 года получил своё первое удаление в матче против «Манчестер Юнайтед», в стане которого он ещё окажется спустя 11 лет. По итогам сезона 1997—1998 Майклом Оуэном было забито 23 гола. В конце сезона 1997—1998 был признан спортсменом года в Англии, по версии BBC.
Сезон 1998—1999
Сезон 1998—1999 начался для Майкла блестяще. 30 августа 1998 года он сделал хет-трик в ворота «Ньюкасл Юнайтед», а 24 октября — свой первый покер во встрече с «Ноттингем Форест». Однако, концовка сезона была омрачена тяжёлой травмой колена, полученной в матче против «Лидса» в апреле 1999 года. Оуэн выбыл из строя на полгода. Несмотря на это, по итогам сезона Оуэн стал лучшим бомбардиром чемпионата Англии, с 23 голами.
Сезон 1999—2000
В сезон 1999—2000 Оуэн вступил не сразу — много времени понадобилось на восстановление. В январе 2000 года получает рецидив травмы, из-за этого он опять выбывает на 2 месяца. Однако в том сезоне Майкл поразил ворота соперников 12 раз.
Сезон 2000—2001
8 сентября Оуэн делает хет-трик в матче против «Астон Виллы». 15 февраля забивает 2 безответных мяча в ворота «Ромы». 5 мая забивает три гола в ворота «Ньюкасла». 12 мая благодаря двум голам Оуэна «Арсеналу» «Ливерпуль» завоевывает Кубок Англии. В финале Кубка английской Лиги «Ливерпуль» в послематчевых пенальти обыгрывает «Бирмингем Сити», основное время которого заканчивается 1:1. В этом же сезоне «Ливерпуль» одерживает победу в финале Кубка УЕФА над «Алавесом» со счётом 5:4. В матче за Суперкубок Англии «Ливерпуль» обыгрывает действующего чемпиона Англии «Манчестер Юнайтед» со счётом 2:1. Один из мячей забивает Оуэн, который в итоге оказывается решающим. Также благодаря решающему голу Майкла «Ливерпуль» в матче за Суперкубок УЕФА обыгрывает победителей Лиги Чемпионов мюнхенскую «Баварию» со счётом 3:2. В этом же году Майкл Оуэн признаётся лучшим игроком Европы 2001, получая «Золотой мяч».
Сезон 2001—2002
Великолепный сезон ознаменовался вручением ему «Золотого мяча» и признанием игроком года в Европе. Майкл стал первым игроком «Ливерпуля», удостоившимся этой награды. Он закончил год 21 декабря, забив свой сотый гол в составе «Красных», поразив ворота «Вест Хэма». «Ливерпуль» завершил тот сезон на второй строчке турнирной таблицы, а Оуэн забил целых 28 голов в 43 матчах того сезона.
Он забил 2 гола на чемпионате мира в Южной Корее и Японии, несмотря на застарелую травму. В автобиографии Майкл пишет, что ему делали обезболивающие уколы перед каждым матчем турнира.
Сезон 2002—2003
Он повторил своё достижение и в следующем сезоне, снова забив 28 мячей, включая сотый гол в матчах английской Премьер-Лиги в матче с «Вест Бромвич». Он также забил в финале Кубка Лиги, когда «Ливерпуль» обыграл «Манчестер Юнайтед» со счётом 2:0. Второй мяч забил Стивен Джеррард.
Сезон 2003—2004
Последний сезон Майкла в красной футболке был омрачён травмами, а также активно муссировавшимися слухами о его уходе. Несмотря на всё это, он с 19 забитыми мячами вновь стал лучшим бомбардиром команды. В течение того сезона Оуэн побил клубный рекорд Иана Раша по количеству голов, забитых в еврокубках. Случилось это в матче Кубка УЕФА со словенской «Олимпией» (1:1). В течение сезона интерес к Майклу проявляли очень многие клубы, так как контракт игрока истекал через год после его окончания. Майкл публично заявлял, что хотел бы остаться в «Ливерпуле», но реакции клуба так и не последовало. В конце сезона тренер «Ливерпуля» Жерар Улье был отправлен в отставку, а на его место пришёл испанец Рафаэль Бенитес.
Первое, что сделал Бенитес после назначения, поехал в Португалию, в тренировочный лагерь находившейся там сборной Англии (команда готовилась к чемпионату Европы), чтобы встретиться со Стивеном Джеррардом и Майклом Оуэном. Майкла ждали переговоры о новом контракте. После этой встречи Оуэн покинул команду, перебравшись в «Реал».

### Реал Мадрид
Сезон 2004—2005
И вот Майкл перешёл в мадридский «Реал». Несмотря на то, что в мадридском клубе Оуэн был вынужден смириться с ролью запасного, тот сезон стоит признать успешным. В первую очередь потому, что он занял первое место среди всех игроков испанского чемпионата по соотношению забитые голы/количество проведённых на поле минут. Он забил там 16 мячей.
Летом 2005 года Майкл опять привлёк к себе внимание прессы, заявив, что покинет Испанию после того, как в команде появились бразильцы Робиньо и Баптиста. Ни для кого не секрет, что он хотел вернуться в «Ливерпуль» и что Бенитес был не против вернуть игрока. Основная проблема заключалась в его трансферной стоимости, которая составила 11 миллионов фунтов. «Ливерпуль» отказался платить такие деньги за игрока, который ушёл от них не далее как 12 месяцев назад по гораздо более низкой цене.
Несмотря на то, что Бенитес попросил Майкла подождать до января, когда открывалось трансферное окно, Оуэн предпочёл принять предложение "сорок". Не в последнюю очередь на его решение оказала влияние опасность непопадания в заявку сборной Англии на чемпионат мира в Германии.

### Ньюкасл Юнайтед
Сезон 2006—2007

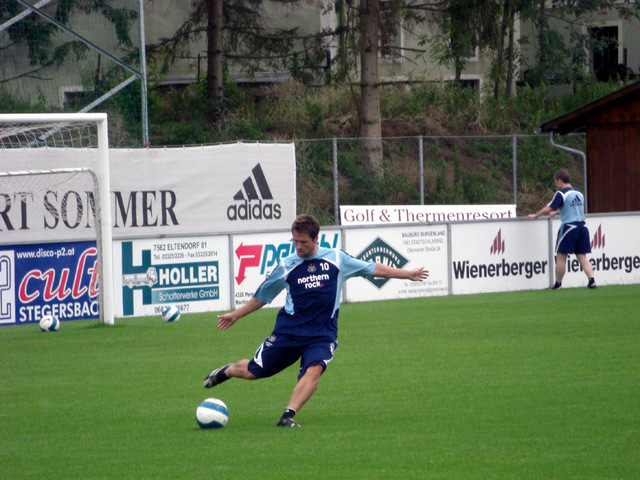
Оуэн во время тренировки в «Ньюкасл Юнайтед»

Майкл пропускает практически весь сезон из-за нелепой травмы на Чемпионате мира 2006 в матче со сборной Швеции.
Сезон 2008—2009
Оуэн провёл сверхнеудачный сезон, как и вся команда, и в итоге Ньюкасл вылетел в Чемпионшип.

### Манчестер Юнайтед
Сезон 2009—2010
После вылета «сорок» в Чемпионшип Майкл Оуэн перешёл в «Манчестер Юнайтед» на правах свободного агента и получил седьмой номер, освободившийся после ухода Криштиану Роналду в «Реал». Большинство фанатов «Ливерпуля» посчитало, что Майкл предал клуб, перейдя в стан принципиальных соперников. Сразу же после перехода Майкл объявляет о своей цели вернуться в сборную Англии как можно скорее и сыграть на Чемпионате мира в ЮАР. Свой первый гол в официальных матчах Майкл забил в матче против «Уиган Атлетик» 22 августа 2009 года, закончившемся разгромным счётом 5:0. Следующий свой гол Майкл забивает на шестой (из четырёх добавленных) минуте дополнительного времени заклятым врагам «Манчестер Юнайтед» — «Манчестер Сити». Благодаря этому голу «Манчестер Юнайтед» выигрывает в напряжёнейшем дерби со счётом 4:3. Также форвард записал на свой счёт в Лиге чемпионов гол в ворота московского ЦСКА и великолепный хет-трик в матче с немецким «Вольфсбургом». Этот хет-трик стал у Оуэна первым с 2005 года и принёс «Манчестер Юнайтед» первое место в группе.
Сезон 2010—2011

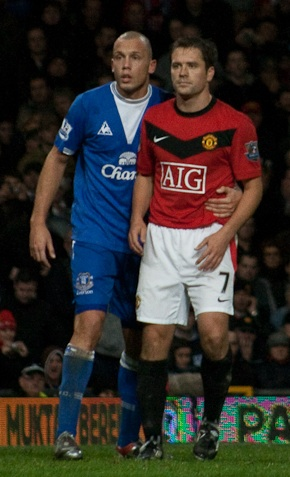
Майкл Оуэн (справа) в футболке «Манчестер Юнайтед» против Джона Хейтинги («Эвертон»)

Первый гол в сезоне Оуэн забил в предсезонном турне «Манчестер Юнайтед» в ворота «Звёзд ирландской лиги» 4 августа 2010. 22 сентября 2010, Оуэн оформил дубль в ворота «Сканторп Юнайтед», команда в итоге победила со счётом 5:2. Четыре дня спустя Майкл выйдя на замену вместо Даррена Флетчера на 71-й минуте матча с «Болтон Уондерерс», уже через три минуты спас «Манчестер Юнайтед» от поражения забив головой после подачи с правого фланга Нани. Счёт матча 2:2. Следующего гола Майкла болельщикам пришлось ждать четыре месяца. 29 января 2011 он помог команде обыграть «Саутгемптон» на «Сент-Мэрис», сравняв счёт на 65-й минуте, впоследствии Хавьер Эрнандес принёс победу «Красным дьяволам». Оуэн забил последний гол в сезоне Премьер-лиги в матче с «Блэкпулом». 1 июня 2011 продлил контракт с «Манчестер Юнайтед» сроком на год.
Сезон 2011—2012
C 11 по 31 июля 2011 ездил с командой в турне по США, в котором отличился тремя забитыми мячами. По одному в ворота «Нью-Инглэнд Революшн», «Сиэтл Саундерс» и «Барселоны» соответственно.
21 сентября в выездном матче Кубка Английской Лиги, против «Лидс Юнайтед», Майкл оформил дубль, и «Юнайтед» победили со счетом 3:0.
17 мая 2012 Майкл Оуэн сообщил, что клуб не стал предлагать ему новый контракт, и он покинет «Олд Траффорд» в качестве свободного агента.

### Сток Сити
Сезон 2012-13
5 сентября Майкл на правах свободного агента пополнил состав клуба «Сток Сити». 19 января Оуэн, выйдя на замену в гостевом матче против «Суонси Сити», забил свой первый гол за «Сток» в премьер-лиге. Этот мяч стал для 33-х летнего Майкла 150 голом в премьер-лиге. Оуэн стал седьмым футболистом, которому покорилась отметка в 150 голов в премьер-лиге. Подобного также добивались Алан Ширер, Энди Коул, Тьерри Анри, Робби Фаулер, Фрэнк Лэмпард и Уэйн Руни. 19 марта 2013 на своём официальном сайте футболист объявил о планах завершить игровую карьеру по окончании сезона 2012/13.

## Международная карьера

### Чемпионат мира 1998
После блестящего сезона Майкл Оуэн был включен в заявку сборной Англии на чемпионат мира 1998 года во Франции. Дебют на Мундиале состоялся в матче против сборной Туниса, где Оуэн заменил ветерана команды Тедди Шерингема. Уже в следующем матче, также выйдя на замену, забил свой первый гол на чемпионатах мира в ворота сборной Румынии, что сделало его одним из самых молодых авторов голов в истории этого турнира.
В 1/8 финала, в драматичном матче против аргентинцев, Майкл забил блестящий по красоте мяч, впоследствии ставший самым красивым голом на Мундиале-98, а английские болельщики возвели его в ранг национального героя. Однако это не спасло команду от поражения (в итоге команда проиграла в серии пенальти, хотя сам Оуэн успешно реализовал удар).

### Чемпионат Европы 2000
На Евро 2000 в Бельгии и Нидерландах Оуэн провёл все 3 матча сборной Англии и забил один гол, в ворота Румынии. Англичане, проиграв два матча сборной Португалии и Румынии, с одинаковым счётом 2:3, покинули турнир на стадии группового этапа, одержав одну победу в группе, над сборной Германии 1:0.

### Хет-трик в ворота сборной Германии
1 сентября 2001 года на Олимпийском стадионе в Мюнхене, в матче между сборной Германии и Англии Оуэн делает исторический хет-трик в ворота немцев. Благодаря этому он становится первым англичанином, забившим три гола немцам, со времён Джеффри Херста (1966). Англичане победили со счётом 5:1.

## Достижения

### Командные
«Ливерпуль»
- Обладатель Кубка Англии: 2000/01
- Обладатель Кубка Футбольной лиги (2): 2000/01, 2002/03
- Обладатель Суперкубка Англии: 2001
- Обладатель Кубка УЕФА: 2000/01
- Обладатель Суперкубка УЕФА: 2001
- Итого 6 трофеев

«Манчестер Юнайтед»
- Чемпион Премьер-лиги: 2010/11
- Обладатель Кубка Футбольной лиги: 2009/10
- Обладатель Суперкубка Англии: 2010
- Итого 3 трофея

### Личные
- Обладатель «Золотого мяча» (France Football): 2001
- Игрок сезона английской Премьер-лиги: 1997/98
- Молодой игрок года по версии ПФА: 1998
- Включён в «команду года» по версии ПФА: 1997/98
- Игрок месяца английской Премьер-лиги: август 1998
- Золотая бутса английской Премьер-лиги (2): 1997/98, 1998/99
- Спортсмен года по версии BBC: 1998
- Лучший футболист мира (по версии «World Soccer»): 2001
- Второй игрок Европы по версии французского журнала Onze Mondial: 2001
- Лучший молодой игрок чемпионата мира 1998 года
- Введён в Зал славы английского футбола: 2014
- Golden Foot: 2017 (в номинации «Легенды футбола»)
- Включён в список ФИФА 100
- Входит в состав символической сборной Европы по версии ESM: 2001
- Входит в список величайших футболистов XX века журнала «Мировой футбол»

## Сборная
- В сборной Англии с 1998 года (игра прошла в Лондоне против Чили 0:2). В 2009 году главный тренер сборной Англии Фабио Капелло заявил игроку, что не нуждается в его услугах, сказав, что «футболист играет лучше, если его команда играет хорошо» (в сезоне 2008/09 Ньюкасл боролся за выживание в АПЛ)
- Дважды забивал по 3 гола: 01.09.2001 с Германией 5:1 и 31.05.2005 с Колумбией 3:2

## Личная жизнь
Майкл Оуэн родился в семье профессионального футболиста Терри Оуэна, который выступал за «Эвертон». Семья Оуэна большая, у него два брата — Терри и Эндрю, и две сестры — Карен и Лесли. Оуэн женат на своей подруге детства Луизе Бонсалл, с которой познакомился ещё в школе. Воспитывает с ней четверых детей: дочь Джемму Роуз, 1 мая 2003 года рождения, сына Джеймса Майкла, 6 февраля 2006 года рождения, дочь Эмили Мэй, 29 октября 2007 года рождения, дочь Джессику, 26 февраля 2010 года рождения.

## Статистика выступлений
| Клуб              | Сезон            | Лига | Лига | Кубки | Кубки | Еврокубки | Еврокубки | Прочие | Прочие | Итого | Итого | Товарищеские матчи | Товарищеские матчи | Всего | Всего |
| Клуб              | Сезон            | Игры | Голы | Игры  | Голы  | Игры      | Голы      | Игры   | Голы   | Игры  | Голы  | Игры               | Голы               | Игры  | Голы  |
| ----------------- | ---------------- | ---- | ---- | ----- | ----- | --------- | --------- | ------ | ------ | ----- | ----- | ------------------ | ------------------ | ----- | ----- |
| Ливерпуль         | 1996/97          | 2    | 1    | 0     | 0     | 0         | 0         | 0      | 0      | 2     | 1     | 0                  | 0                  | 2     | 1     |
| Ливерпуль         | 1997/98          | 36   | 18   | 4     | 4     | 4         | 1         | 0      | 0      | 44    | 23    | 5                  | 5                  | 49    | 28    |
| Ливерпуль         | 1998/99          | 30   | 18   | 4     | 3     | 6         | 2         | 0      | 0      | 40    | 23    | 5                  | 1                  | 45    | 24    |
| Ливерпуль         | 1999/00          | 27   | 11   | 3     | 1     | 0         | 0         | 0      | 0      | 30    | 12    | 3                  | 1                  | 33    | 13    |
| Ливерпуль         | 2000/01          | 28   | 16   | 7     | 4     | 11        | 4         | 0      | 0      | 46    | 24    | 5                  | 4                  | 51    | 28    |
| Ливерпуль         | 2001/02          | 29   | 19   | 2     | 2     | 10        | 5         | 2      | 2      | 43    | 28    | 6                  | 4                  | 49    | 32    |
| Ливерпуль         | 2002/03          | 35   | 19   | 6     | 2     | 12        | 7         | 1      | 0      | 54    | 28    | 2                  | 0                  | 56    | 28    |
| Ливерпуль         | 2003/04          | 29   | 16   | 3     | 1     | 6         | 2         | 0      | 0      | 38    | 19    | 7                  | 3                  | 45    | 22    |
| Ливерпуль         | 2004/05          | -    | -    | -     | -     | -         | -         | -      | -      | 0     | 0     | 3                  | 2                  | 3     | 2     |
| Ливерпуль         | Итого            | 216  | 118  | 29    | 17    | 49        | 21        | 3      | 2      | 297   | 158   | 36                 | 20                 | 333   | 178   |
| Реал Мадрид       | 2004/05          | 36   | 13   | 4     | 2     | 5         | 1         | 0      | 0      | 45    | 16    | 1                  | 0                  | 46    | 16    |
| Реал Мадрид       | 2005/06          | -    | -    | -     | -     | -         | -         | -      | -      | 0     | 0     | 9                  | 3                  | 9     | 3     |
| Реал Мадрид       | Итого            | 36   | 13   | 4     | 2     | 5         | 1         | 0      | 0      | 45    | 16    | 10                 | 3                  | 55    | 19    |
| Ньюкасл Юнайтед   | 2005/06          | 11   | 7    | 0     | 0     | 0         | 0         | 0      | 0      | 11    | 7     | 0                  | 0                  | 11    | 7     |
| Ньюкасл Юнайтед   | 2006/07          | 3    | 0    | 0     | 0     | 0         | 0         | 0      | 0      | 3     | 0     | 0                  | 0                  | 3     | 0     |
| Ньюкасл Юнайтед   | 2007/08          | 29   | 11   | 4     | 2     | 0         | 0         | 0      | 0      | 33    | 13    | 1                  | 1                  | 34    | 14    |
| Ньюкасл Юнайтед   | 2008/09          | 28   | 8    | 4     | 2     | 0         | 0         | 0      | 0      | 32    | 10    | 0                  | 0                  | 32    | 10    |
| Ньюкасл Юнайтед   | Итого            | 71   | 26   | 8     | 4     | 0         | 0         | 0      | 0      | 79    | 30    | 1                  | 1                  | 80    | 31    |
| Манчестер Юнайтед | 2009/10          | 19   | 3    | 5     | 2     | 6         | 4         | 1      | 0      | 31    | 9     | 6                  | 4                  | 37    | 13    |
| Манчестер Юнайтед | 2010/11          | 11   | 2    | 3     | 3     | 2         | 0         | 1      | 0      | 17    | 5     | 2                  | 1                  | 19    | 6     |
| Манчестер Юнайтед | 2011/12          | 1    | 0    | 2     | 3     | 1         | 0         | 0      | 0      | 4     | 3     | 5                  | 3                  | 9     | 6     |
| Манчестер Юнайтед | Итого            | 31   | 5    | 10    | 8     | 9         | 4         | 2      | 0      | 52    | 17    | 13                 | 8                  | 65    | 25    |
| Сток Сити         | 2012/13          | 8    | 1    | 1     | 0     | 0         | 0         | 0      | 0      | 9     | 1     | 0                  | 0                  | 9     | 1     |
| Сток Сити         | Итого            | 8    | 1    | 1     | 0     | 0         | 0         | 0      | 0      | 9     | 1     | 0                  | 0                  | 9     | 1     |
| Всего за карьеру  | Всего за карьеру | 362  | 163  | 52    | 31    | 63        | 26        | 5      | 2      | 482   | 222   | 60                 | 32                 | 542   | 254   |